# Гайки (Псковская область)
Гайки — деревня в Пушкиногорском районе Псковской области России. Входит в состав городского поселения Пушкиногорье.

## География
Деревня находится в центральной части Псковской области, в пределах южной части Великорецкой равнины, в зоне хвойно-широколиственных лесов, к югу от реки Луговки, к северу от автодороги 58К-515, на расстоянии примерно 1 километра (по прямой) к северу от посёлка городского типа Пушкинские Горы, административного центра района.

### Климат
Климат характеризуется как умеренно континентальный, влажный, с продолжительной мягкой зимой и относительно тёплым летом. Среднегодовая температура воздуха — 4,8 °C. Средняя многолетняя температура самого холодного месяца (января) составляет −8 — −7 °С (абсолютный минимум — −41 °C), средняя температура самого тёплого (июля) — 17,5 — 18 °С (абсолютный максимум — 36 °C). Среднегодовое количество осадков составляет 550—650 мм, из которых большая часть выпадает в тёплый период.

### Часовой пояс
Деревня Гайки, как и вся Псковская область, находится в часовой зоне МСК (московское время). Смещение применяемого времени относительно UTC составляет +3:00.

## Население
| 2001 | 2002 | 2010 |
| ---- | ---- | ---- |
| 18   | ↘16  | ↘10  |

Согласно результатам переписи 2002 года, в национальной структуре населения русские составляли 100 %.